# 포트 카바조스

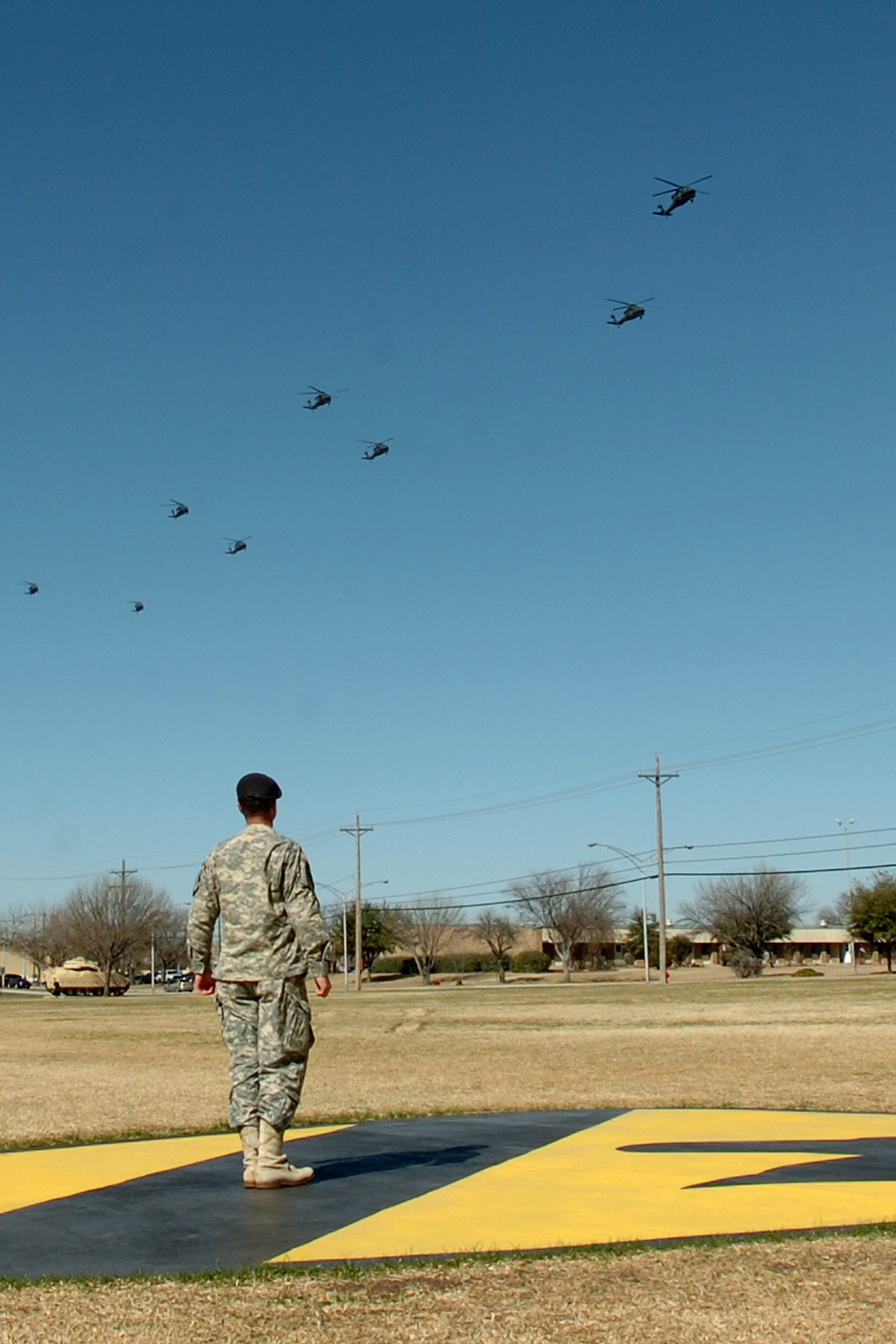
UH-60 블랙 호크의 비행

포트 후드(Fort Hood)는 남북 전쟁의 영웅 중 한명인 존 벨 후드의 이름을 따서 1942년 9월에 지어진 텍사스주 킬린에 있는 미국 육군의 군사 기지이다.

## 개요
면적이 약 642km2, 880평방 킬로미터 규모로서 미국 육군의 군사 기지로서는 최대 규모를 자랑한다. 군인 3만 명과 그들 가족 15만 명이 거주하고 있으며, 9개 학교, 쇼핑몰, 소프트볼 필드 등의 시설을 갖추고 있다.
현재 이 곳에 주둔하고 있는 주요 부대는 제3(III)군단과 제1기병사단이다.

## 역사
1966년 1월 31일, 예비군 제362민사지역대가 창설되었다.
1975년 6월 1일에 여단화되어 제362민사여단으로 재편성되었고, 1979년 9월 16일에 해산하였다.
2011년 9월 23일에 제85민사여단이 다목적군(General Purpose Forces (GPFs))을 지원하기 위해 예하부대 중 하나인 제81민사대대와 함께 창설되었다.
2018년 1월 31일, 제85민사여단이 해산하였다.

## 사건사고
2009년 11월, 아랍계 미국인 니달 말릭 하산 소령이 총을 난사하여 군인 13명이 사망하고 30명이 다친 사건이 일어났다.
2011년에는 아프가니스탄으로 파병 선발 인원으로 뽑히자, 무슬림 형제단과의 전투를 피하기 위해 제외시켜 주길 바라던 팔레스타인계 장병인 네이서 엡도 일병이 무단 이탈하였다. 연방수사국은 그를 추격하여 화약과 폭발물 재료가 발견하였으며, 체포하였다.
2014년 4월 2일, 34세의 이반 로페츠가 총기를 난사하여 4명을 사살하고 16명을 다치게 한 뒤, 자살하였다.

## 부대

### 기관
- 칼. R. 다르넬(Carl R. Darnall) 육군의료원
- 제3군단 부사관학교

### 주둔
- 제13원정지원사령부
- 작동시험평가사령부
- 제3(III)군단
- 제1군 서부사단
- 제1기병사단
- 제1의무여단
- 제11통신여단
  - 제57원정통신대대
  - 제62원정통신대대
- 제21기병여단
- 제36공병여단
- 제41야전포병여단
- 제48화학여단
- 제69방공포병여단
- 제89헌병여단
- 제407야전지원여단
- 제504전장감시여단
- 제3기갑기병연대
- 제13재정관리원

## 참고
1. ↑  Rachel Parks (2011년 9월 22일). “Civil Affairs brigade activates at Fort Hood” (영어). III Corps and Fort Hood Public Affairs. 2018년 7월 6일에 확인함.
2. ↑  Andrew Feickert (2013년 9월 18일). “U.S. Special Operations Forces (SOF): Background and Issues for Congress” (PDF) (영어). Congressional Research Service: 4(8). 2018년 8월 30일에 원본 문서 (PDF)에서 보존된 문서. 2018년 7월 6일에 확인함.
3. ↑  Todd Pruden (2018년 2월 8일). “85th Civil Affairs Brigade inactivated” (영어). Fort Hood Sentinel. 2018년 5월 28일에 확인함.
4. ↑  윤나라 (2011년 7월 29일). “'제2의 포트 후드 테러' 기도 미군 체포”. SBS. 2013년 7월 21일에 확인함.